# Prémio Blaise Pascal
O Prémio Blaise Pascal é um galardão criado em 1984 pela Société de mathématiques appliquées et industrielles (SMAI) e pelo SMAI-GAMNI, ambas instituições francesas.
Este prémio anual que distingue os investigadores em matemática aplicada, foi criado em homenagem a Blaise Pascal. É atribuído pela Académie des Sciences após consulta à SMAI e ao SMAI-GAMNI.

## Laureados[1]
- 1985 — Patrick Le Tallec
- 1986 — Olivier Pironneau
- 1987 — Alain Lichnewsky
- 1988 — Alain Bamberger
- 1989 — Bernard Larrouturou
- 1990 — Jacques Blum e Denis Serre
- 1991 — Yvon Maday
- 1992 — Benoit Perthame
- 1993 — Bruno Stoufflet
- 1994 — Patrick Joly
- 1995 — Christine Bernardi
- 1996 — Gregoire Allaire
- 1997 — Stephane Mallat
- 1998 — Yves Achdou
- 1999 — Claude Le Bris
- 2000 — Frederic Coquel
- 2001 — Remi Abgrall
- 2002 — Bruno Desprès
- 2003 — Valérie Perrier
- 2004 — Albert Cohen
- 2005 — Toufic Abboud
- 2006 — Serge Piperno
- 2007 — Josselin Garnier
- 2008 — Bertrand Maury
- 2009 — Eric Cancès
- 2010 — Emmanuel Grenier
- 2011 — Rémi Gribonval
- 2012 — Francis Filbet
- 2013 — Erwan Faou
- 2014 — Emmanuel Trélat
- 2015 — Clémentine Prieur